# Carnavalul german

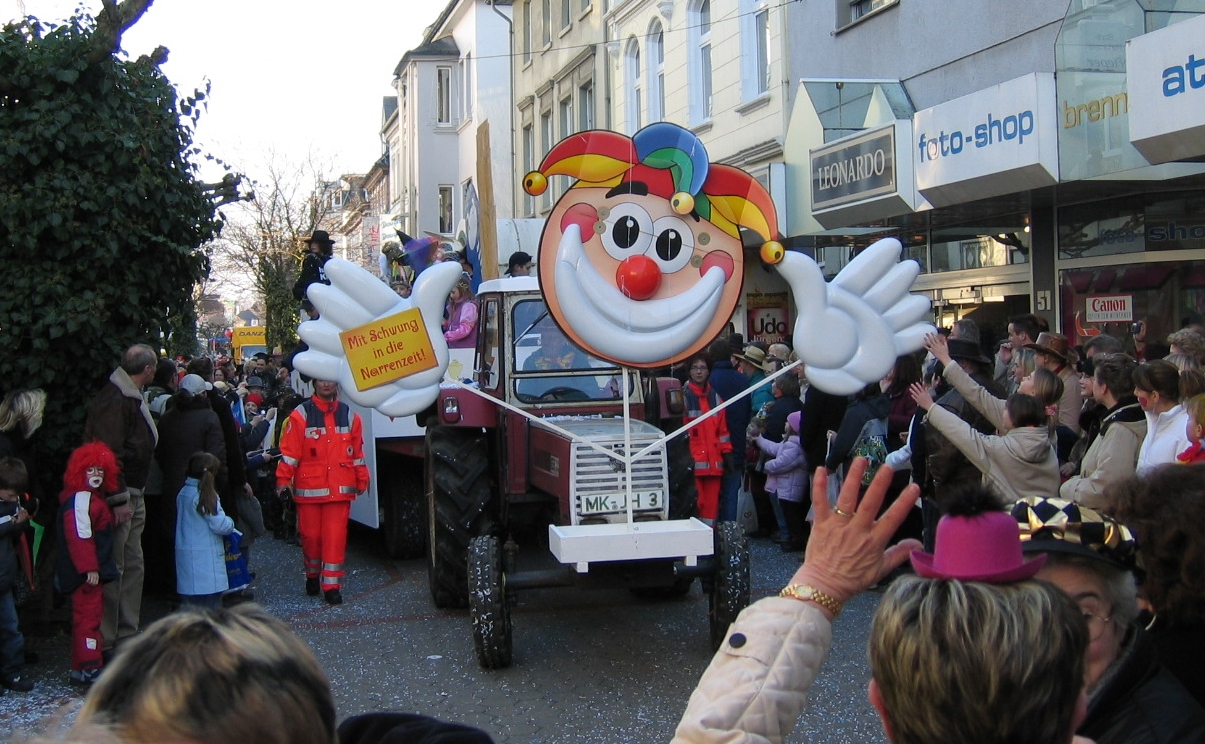
Paradă a carnavalului

Carnaval (germană : Karneval, Fastnacht, Fasching sau și fünfte Jahreszeit („al 5-lea anotimp”)) este un obicei de carnaval care se distinge prin atmosfera festivă cu veselie și umor, participanții fiind frecvent mascați și îmbrăcați cu costume festive de carnaval.
Pe valea Rinului în Germania carnavalul începe de Ziua Sf. Martin (11 noiembrie) și durează până la Aschermittwoch (latină Cinerum), ziua când după credința creștină Iisus a început în deșert postul de 40 de zile.
Această perioadă poate să difere după regiuni, urmată de post, obicei care s-a schimbat în decursul timpului. Conform istoricilor, carnavalul își are originea din timpurile de î.Hr.. După noile cercetări s-a ajuns la concluzia că sărbătoarea are loc înaintea apariției nopților lungi de iarnă, în care ulterior au apărut elemente de patriotism local cu clovni care își băteau joc de populația franceză. Povestirile ironice la adresa politicienilor sunt însoțite de muzică de fanfară.

## Noaptea femeilor
În această perioadă are loc și așa numita festivitate "Weiberfastnacht" sau "Weiberfasching", "Wieverfastelovend", "Altweiberfasching", "Altweiberfastnacht". Ea se ține în toți anii joia. În trecut femeile și fetele purtau măști și își aruncau de pe cap bonete, făcând uneori glume deochiate. Grupul femeilor ocupă primăria deținând pe timp de o zi în mod simbolic autoritatea orașului.